# Květoslava Burešová

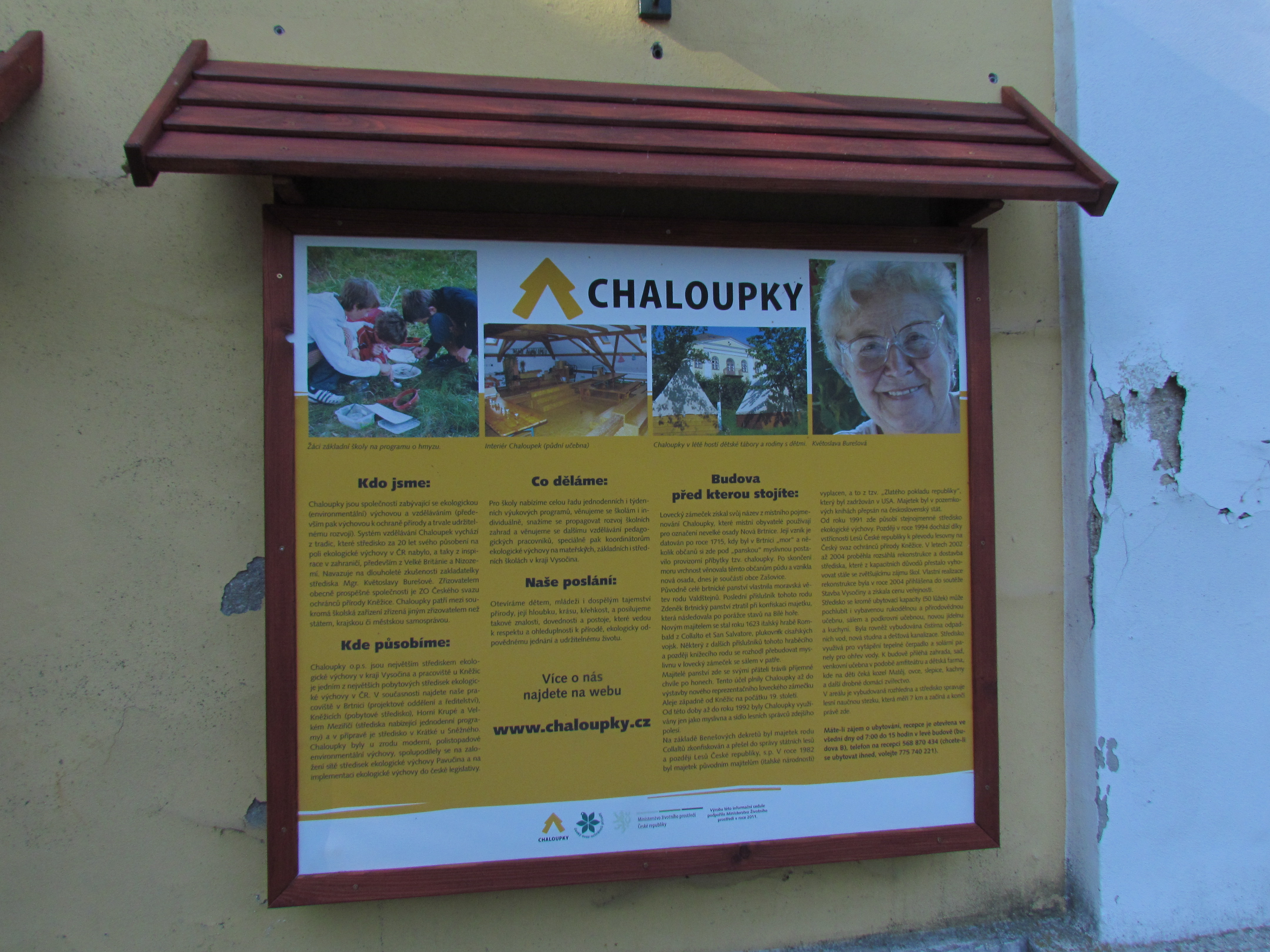
Infopanel na ekocentru Chaloupky s fotografií Květoslavy Burešové

Květoslava Burešová (1933, Nepomuky u Staré Říše – 20. července 2008, Třebíč), byla významná česká ekopedagožka. Po celou kariéru působila jako učitelka, krom ochrany přírody vyučovala tělocvik, pozemkové práce a přírodopis. Je známa jako propagátorka školních zahrad. Byla činnou sokolkou a evangeličkou, podílela se na životě farního sboru Českobratrské církve evangelické v Třebíči.
V letech 1950–1953 vystudovala Pedagogický institut v Jihlavě. Mezi roky 1953 a 1956 učila na odborném učilišti v Trutnově, v letech 1957–1960 působila jako metodička tělesné výchovy. Od roku 1961 učila 33 let na Základní škole v Kněžicích, kde bydlela od roku 1956 do roku 1996 s manželem Vladislavem.
Ač začínala jako tělocvikářka, přes Hnutí Brontosaurus se dostala k ekologické výchově. Propagovala využití školních zahrad pro ekologickou výchovu a pro všechny vyučovací předměty. V roce 1995 uspořádala první celorepublikový seminář na toto téma, později zavedla tradici tzv. „Toulavých autobusů“ po školních zahradách. Toto své životní téma završila rozsáhlou kolektivní publikací – manuálem Učíme se v zahradě.
Společně s manželem založili a vedli od roku 1973 oddíl Mladých ochránců přírody, později Stanici mladých přírodovědců při Lesní správě Jihlava. V roce 1988 zde založili i ZO ČSOP Kněžice, jejíž byla Květoslava Burešová dlouholetou předsedkyní. Nedaleko odsud v Nové Brtnici založila v roce 1990 Středisko ekologické výchovy Chaloupky. Až do své smrti zde působila jako programová ředitelka a metodička ekologické výchovy.
V roce 1997 obdržela cenu Rezekvítku za celoživotní přínos ekologické výchově Nestor ekologické výchovy, v roce 1999 Cenu ministra školství, mládeže a tělovýchovy. V roce 2004 jí byla udělena Cena ministra životního prostředí.
Jejím mottem bylo: „Řekni mi a zapomenu, ukaž mi a budu si pamatovat, nech mě udělat a budu si pamatovat na celý život.“